# کنشیستا
کنشیستا (به لاتین: Končistá) یک کوه در اسلواکی است که در Poprad District واقع شده‌است. کنشیستا ۲٬۵۳۷ متر بالاتر از سطح دریا واقع شده‌است.